# Colonia (film)
Colonia (ook bekend als The Colony) is een Britse-Duits-Luxemburgs-Franse historische romantische thriller uit 2015, geregisseerd door Florian Gallenberger, geproduceerd door Benjamin Herrmann en geschreven door Torsten Wenzel en Gallenberger. In de hoofdrollen spelen Emma Watson, Daniel Brühl en Michael Nyqvist. De film is gebaseerd op waargebeurde feiten en speelt zich af tijdens de Chileense staatsgreep van 1973. "Colonia Dignidad" is een beruchte sekte in het zuiden van Chili, onder leiding van de Duitse predikant Paul Schäfer.

## Verhaal
In 1973 worden Daniel en Lena, een jong Duitse paar, opgepakt door het leger van generaal Augusto Pinochet. Op dat moment is er een Chileense staatsgreep aan de gang. Wanneer Daniel wordt ontvoerd en gefolterd door Pinochet's geheime politie DINA, probeert Lena op zoek te gaan naar haar vriend. Ze vindt hem terug bij de sekte "Colonia Dignidad" waar predikant Paul Schäfer zijn missie uitvoert.
Lena sluit zich aan bij de organisatie om haar vriend te redden, goed wetende dat ze de plek wellicht nooit meer zal verlaten.  Ze vindt Daniel terug - die de rol van een gehandicapte aanmeet om zo zijn ontsnapping te kunnen maskeren. Ze ontdekken dat de organisatie een illegale operatiecentrum van DINA is. Lena en Daniel proberen te ontsnappen aan de Colonia Dignidad samen met Ursel, een zwangere verpleegkundige die sinds haar 9e in de organisatie is opgegroeid. 
Via ondergrondse tunnels slagen enkel Lena en Daniel erin om de Duitse ambassade te bereiken. Deze blijkt corrupt en banden te hebben met de organisatie.
Uiteindelijk slagen Lena en Daniel erin om te ontsnappen met een vliegtuig met belastend fotografisch bewijs tegen Colonia Dignidad.

## Rolverdeling
- Emma Watson als Lena, die vrijwillig toetreedt tot de sekte Colonia Dignidad om haar vriend te redden.
- Daniel Brühl als Daniel, Lena's vriend, een Duitse burger die ontvoerd en gefolterd werd door generaal's Augusto Pinochet's geheime inlichtingsdienst DINA
- Michael Nyqvist als Paul Schäfer, de leider van de sekte "Colonia Dignidad"
- Richenda Carey als Gisela, hoofd van het vrouwenkamp
- Vicky Krieps als Ursel, verpleegster en dochter van Gisela
- Jeanne Werner als Doro, vriendin van Lena in het kamp

## Productie
De filmopnamen gingen van start op 2 oktober 2014 in Luxemburg. Het filmen vond verder plaats in Duitsland en Argentinië. De film werd vertoond op een speciale presentatie van het Internationaal filmfestival van Toronto in 2015.